# Samskara

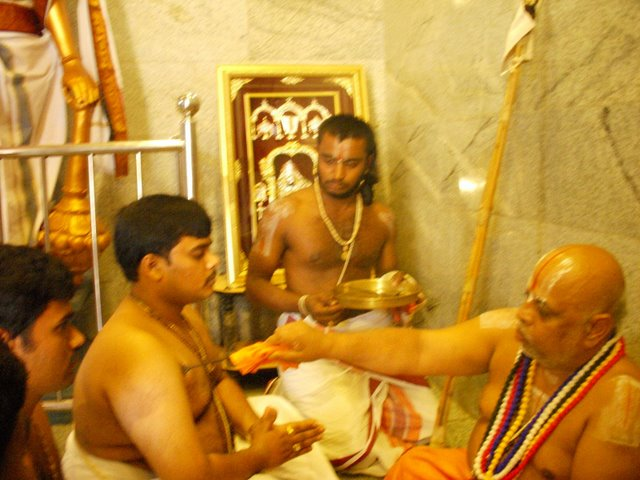
Un guru della Sri sampradaia (una delle sette del viṣṇuismo) segna un discepolo con il Sudarshaná chakrá (arma del dio Visnú) in rosso vivo secondo i pañcha-samskaras (‘cinque sacramenti).

I samskara sono una serie di riti di passaggio che segnano i momenti significati della vita di una persona. Essi hanno diversi gradi di accettazione tra le persone religiose che aderiscono all'induismo, al giainismo e ad alcune scuole buddiste.
Nel contesto dell'induismo c'è un altro tipo di samskara: le impressioni (ad esempio ripetuti atti) che vengono registrati nella mente e creano la personalità di un essere umano.

## Nome in sanscrito
- Saṃskāra, nell'IAST (alfabeto internazionale per la traslitterazione del sanscrito).[1]
- संस्कार, nell'alfabeto devanagari del sanscrito.[1]
- Pronuncia:
  - /samskára/ in sanscrito[1]
  - /sanskár/ in diverse lingue moderne dell'India (come il bengali, l'hindi, il marati o il pali).
- Etimologia: esser perfetto, eccellente, congiunto.[1]
  - sam o samiak: completamente
  - kara: fare.

Oggi, sanskar significa patrimonio culturale.

## Samskara come sacramenti[2]
I Samskara sono una serie di sacramenti, sacrifici e rituali che costituiscono dei riti di passaggio e segnano le varie fasi della vita umana marcando l'ingresso in un ashrama (fase della vita religiosa di un indù). Alla maggior parte della popolazione indiana (schiavi, membri della quarta e ultima casta, la Shudra) erano vietati questi riti, essendo esclusivi per i  Dvija (nati due volte, membri delle tre caste superiori). Dovevano quindi fare una serie di sacrifici con offerte agli dei, antenati e tutori, secondo i precetti imposti dalla religione vedica per una vita virtuosa (dharma). Tutti questi rituali erano fondamentalmente di purificazione, per eliminare il peccato (pāpa) e per fornire buone qualità (guna).
La maggior parte dei rituali indù sono costituiti da homa, che sono sacrifici del fuoco realizzati con disegni elaborati e metodologie intrinseche e complesse, accompagnati dalla recita dei Veda, da parte del bramino (sacerdote), in onore delle divinità, in particolare olocausti con vari ingredienti, doni che vengono dati in beneficenza, la presenza di anziani per le benedizioni, terre ed erbe sacre e presagi di buoni auspici. Ogni tappa importante nella vita di un duishá deve essere celebrata da un particolare samskara.
I rituali samskara servono ad informare la famiglia e la comunità dei cambiamenti intervenuti nella vita dei suoi membri ed assicurano la benedizione degli dei. I diversi samskara sono descritti nel Grijia-shastra.
La maggior parte sono accompagnati da mantra specifici dal Rig-veda (il testo più antico dell'India, risalente al 2000 a.C.).

### I 16 samskara
La maggior parte degli appartenenti alla casta dei bramhani praticano rituali complessi relazionati agli eventi principali della vita, come la gravidanza, la nascita, l'educazione, il matrimonio e la morte. Anche se i principali samskara oscillano tra 12 e 18 nella  Grijia-sutra, successivamente il loro numero si è attestato a 16, generalmente denominati "shodasha samskaras" (sedici sacramenti).
Ci sono diversi tipi di sacramenti per tutta la vita di un indù:
- Samskara della nascita
- Samskara dell'infanzia
- Samskara dell'età adulta
- Samskara della terza età

#### Samskara della nascita
Nel rito del concepimento e delle benedizioni del neonato.
- Garbha-dhana (donazione nell'utero): rito precedente alla concezione, dove è sancito un rapporto sessuale con l'intenzione che nasca un'anima eletta (di sesso maschile).
- Pumsa-vana (generazione di un maschio): viene effettuato durante il terzo mese di gravidanza.
- Simanto-naiana (divisione dei capelli): si effettua tra il quarto e il settimo mese di gravidanza; il marito pettina i capelli della moglie e le dice che non la abbandonerà.
- Jata-karma (rito della nascita): il padre accoglie e benedice il neonato e lo alimenta con un po' di burro e miele.

#### Samskara dell'infanzia
- Nama-karana (imposizione del nome): avviene tra gli 11 e i 41 giorni dopo la nascita. Il nome, preferibilmente quello di un dio o una dea, viene scelto in base al tema natale del bambino. Si tratta di un rito equivalente al battesimo cristiano; il bambino viene introdotto compulsivamente nella religione (senza che gli sia chiesto).
- Chuda-karana (primo taglio dei capelli): tra il 31º giorno e il quarto anno si rade la testa del bambino o della bambina.
- Anna-prashana (alimentazione con il riso): avviene all'età di sei mesi e si tratta della cerimonia della prima somministrazione di un alimento solido.
- Karna-vedha (perforazione delle orecchie): nel prino, terzo o quinto anno d'età. Si perforano entrambe le orecchie, sia ai bambini che alle bambine, inserendo nei fori orecchini d'oro.
- Vidia-rambha (inizio dell'istruzione): il maschio scrive cerimoniosamente la sua prima lettera dell'alfabeto su un vassoio di riso crudo.
- Upanaiana (iniziazione spirituale): il maschio di 12 anni inizia la fase di brahmacharya (studente celibe), ovvero lo studio delle Scritture con un guru.
- Sama-vartana: completamento dello studio religioso formale.

#### Samskara dell'età adulta
- Ritu-kala (tempo della stagione): prima mestruazione. Si regalano nuovi vestiti ed alcuni gioielli.
- Kesha-anta (fine della peluria): prima rasatura della barba. Si regalano nuovi vestiti ed alcuni gioielli.
- Nischita-artha (fidanzamento) o vag-dana (richiesta della mano), cerimonia nella quale un ragazzo chiede di sposare una ragazza, nella quale vengono scambiati anelli ed altri regali.
- Vivaja (matrimonio): elaborata e gioiosa cerimonia, davanti a un fuoco, officiata da un sacerdote.

#### Samskara della terza età
- Vanaprastha-ásrama (fase della vita nel bosco): l'uomo abbandona la famiglia nelle mani del figlio maggiore. Questa fase è molto rara e quasi nessun indù la pratica.
- Sanniasa-ásrama (abbandono di tutto): l'uomo diventa un predicatore mendicante. Questa fase è molto rara e quasi nessun indù la pratica.
- Antiesti (rito funebre): preparazione del corpo, cremazione, raccolta delle ossa, dispersione delle ceneri e purificazione della casa (inquinata dalla morte).